# Кабо-вердська федерація футболу
Кабо-вердська федерація футболу (порт. Federação Caboverdiana de Futebol) — організація, що здійснює контроль і управління футболом в Кабо-Верде. Розташовується в Праї. КФФ заснована в 1982 році, вступила в ФІФА в 1986 році, а в КАФ — в 2000 році. Є членом Західноафриканського футбольного союзу. Федерація організовує діяльність і управляє національною та молодіжними збірними. Під егідою федерації проводиться чемпіонат країни і багато інших острівних змагань. Жіночий футбол у Кабо-Верде не розвинений.